# In the Summertime
In the Summertime è il singolo di debutto del gruppo musicale folk rock britannico Mungo Jerry, pubblicato nel 1970 dalle etichette Janus Records e Pye Records.
Il brano, diventato popolare in tutto il mondo, è stato scritto dal leader del gruppo Ray Dorset e prodotto da Barry Murray.
Il singolo è stato tratto dall'album del gruppo It's Mungomania! pubblicato in Italia. Ha ottenuto un notevole successo di vendite, raggiungendo la vetta delle classifiche nel Regno Unito e Norvegia per sette settimane, in Francia per sei settimane, nei Paesi Bassi per cinque settimane, in Canada ed Austria per due settimane ed in Argentina, Australia, Belgio, Canada, Danimarca, Germania, Irlanda, Italia, Nuova Zelanda, Singapore, Sud Africa e Svezia, la seconda in Polonia e la terza nella Billboard Hot 100.

## Curiosità
- Il pezzo è usato come sigla della serie televisiva Pirata e capitano, con testo creato appositamente.
- Nel 1968 il brano è stato cantato da Alexandru Sălăjan e Octav Zemlička con l'Orchestra Electrecord e pubblicato in Romania (Electrecord - EDC 10.183).

## Tracce
7" Single (PYE 45 PV 15337)
1. In the Summertime - 3:40
2. Mighty Man - 4:43

7" Single (PYE 16 130 AT [de])
1. In the Summertime - 3:40
2. She Rowed - 3:12

7" Single (Bellaphon 100•07•360)
1. In the Summertime - 3:40
2. Lady Rose - 3:09

## Classifiche
| Paese       | Posizione raggiunta |
| ----------- | ------------------- |
| Italia      | 1                   |
| Regno Unito | 1                   |
| Svizzera    | 1                   |
| Germania    | 1                   |
| Austria     | 1                   |
| Paesi Bassi | 1                   |
| Norvegia    | 1                   |

## Versione di Shaggy
Il brano è stato successivamente ripreso dal cantante reggae giamaicano Shaggy, incisa in collaborazione con Rayvon, che ha curato anche la produzione di questa cover insieme allo stesso Shaggy.
Pubblicato come singolo il 23 maggio 1995 dall'etichetta discografica Virgin, è stato estratto dall'album Boombastic del cantante e conteneva come b-side la versione strumentale del brano e il brano Flipper Main Title. Ha ottenuto un buon successo commerciale in varie nazioni divenendo un tormentone estivo di quell'anno.

### Tracce
CD-Maxi (MCA MCD 49 010 (BMG)
1. In the Summertime (LP Version) - 3:59
2. In the Summertime (Instrumental) - 4:09
3. Flipper Main Title - 3:47

### Classifiche
| Paese            | Posizione raggiunta |
| ---------------- | ------------------- |
| Nuova Zelanda    | 4                   |
| Regno Unito      | 5                   |
| Australia        | 14                  |
| Paesi Bassi      | 21                  |
| Svezia           | 30                  |
| Belgio (Fiandre) | 32                  |
| Austria          | 35                  |